# План-лез-Уат
План-лез-Уат (фр. Plan-les-Ouates) — місто  в Швейцарії в кантоні Женева.

## Географія
Місто розташоване на відстані близько 135 км на південний захід від Берна, 5 км на південний захід від Женеви.
План-лез-Уат має площу 5,9 км², з яких на 51,4% дозволяється будівництво (житлове та будівництво доріг), 44,5% використовуються в сільськогосподарських цілях, 3,6% зайнято лісами, 0,5% не є продуктивними (річки, льодовики або гори).

## Демографія
2019 року в місті мешкало 10 620 осіб (+6,4% порівняно з 2010 роком), іноземців було 22,4%. Густота населення становила 1815 осіб/км².
За віковим діапазоном населення розподілялося таким чином: 25,2% — особи молодші 20 років, 60,2% — особи у віці 20—64 років, 14,6% — особи у віці 65 років та старші. Було 3643 помешкань (у середньому 2,9 особи в помешканні).
Із загальної кількості 15 075 працюючих 28 було зайнятих в первинному секторі, 7678 — в обробній промисловості, 7369 — в галузі послуг.